# Монитола (Рим)
Монитола је насеље у Италији у округу Рим, региону Лацио.
Према процени из 2011. у насељу је живело 173 становника. Насеље се налази на надморској висини од 245 м.